# شهرستان فوروبیرا، هوکایدو

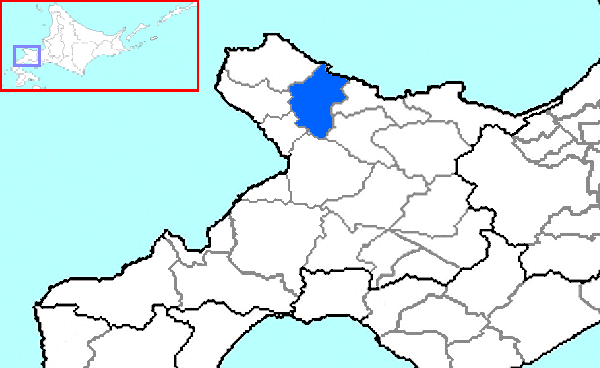

شهرستان فوروبیرا (انگلیسی: Furubira District, Hokkaido) یکی از شهرستان‌های ژاپن است که در استان هوکایدو در ژاپن واقع شده‌است.